# Clematis pseudoflammula
Clematis pseudoflammula là một loài thực vật có hoa trong họ Mao lương. Loài này được Schmalh. ex Lipsky mô tả khoa học đầu tiên năm 1894.